# CINEMA UP
CINEMA UP（シネマ・アップ）は、1989年4月1日よりFM-FUJIで放送されているラジオ番組（同局のラジオ番組の中では長寿番組である）。DJは襟川クロ、2019年9月現在の放送時間は月曜（日曜深夜）0:30 - 1:00（放送開始時は土曜17:00 - 18:00だったが、その後放送時間の変更を繰り返している）。現在はSTUDIO ViViDから放送されている。
番組の内容は、新作映画の紹介のほか、幅広く映画に関する話をすることもある。また、チケットのプレゼントを行うこともある。